# Cro (raper)

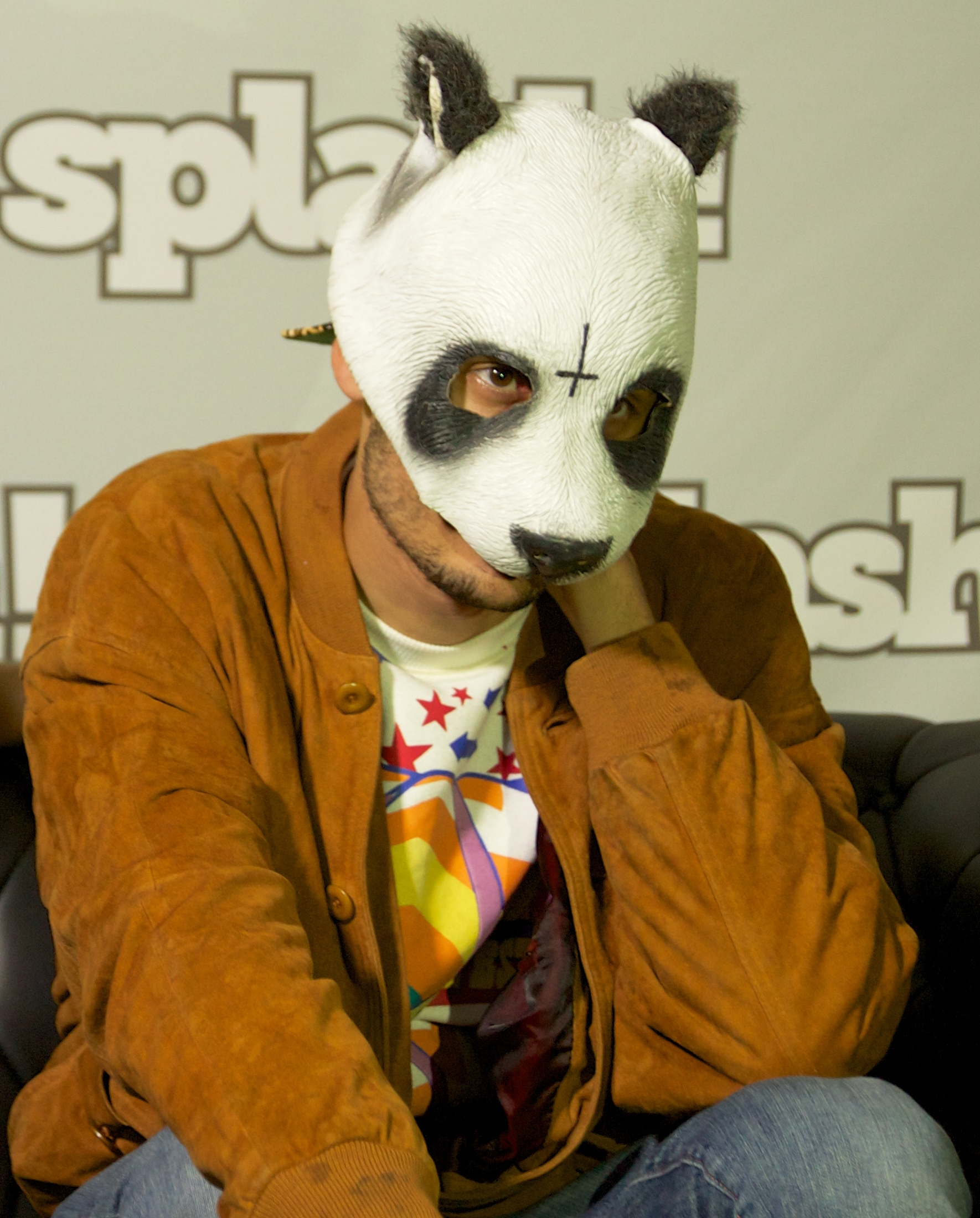
Cro (2012), Splash! Festival

Cro, właśc. Carlo Waibel (ur. 31 stycznia 1990 w Mutlangen) – niemiecki raper, piosenkarz, producent muzyczny i projektant. Opisuje swoją muzykę jako mieszkankę rapu i popu, którą określa jako Raop. Ma on podpisany kontrakt z Chimperator Productions. Jego znakiem rozpoznawczym jest maska pandy, pod którą ukrył swoją twarz. Cro sprzedał w swojej karierze ponad 2 miliony płyt.

## Życiorys
Cro rozpoczął nagrywanie muzyki w wieku około 10 lat. W latach 2006–2008 Cro działał pod pseudonimem Lyr1c na platformie internetowej Reimliga Battle Arena. W 2009 r. ukazał się jego mixtape, była to jego pierwsza publikacja. 11 lutego 2011 jego mixtape "Meine Musik" został opublikowany. Jego muzyka była oferowana do pobrania za darmo. Cro projektuje od 2010 roku w ramach własnej wytwórni odzież Vio Vio i T-shirty, które są sprzedawane przez Blogspot. Ponadto, ukończył szkolenie GCSE jako projektant mediów i pracował przez jakiś czas w gazecie jako rysownik.
W 2011 roku Cro podpisał kontrakt z Chimperator Productions. W listopadzie 2011 roku powstał wideoklip do piosenki "Easy", który został stworzony pod kierunkiem Harris Hodovic. Piosenka "Easy" kilka dni później została opublikowana na Youtube, gdzie osiągnęła wynik 500 tysięcy wyświetleń w pierwsze 2 tygodnie. Na początku 2012 r. liczba ta wzrosła do 1,7 mln a w połowie maja została przekroczona liczba 16 milionów wyświetleń. Raper Jan Delay opublikował na swojej stronie na Facebooku opinię, że Cro jest przyszłością niemieckiego rapu. Kilka dni później serwis internetowy Laut.de ocenia "Easy" czterema gwiazdkami na pięć możliwych i stwierdza, że Cro przekonał ich zarówno w kontekście treści jak i muzyki. Natomiast niemiecki magazyn Juice w numerze styczniowo-lutowym 2012 uznał piosenkę za mixtape miesiąca. Na początku 2012 wielu producentów muzycznych zaproponowało mu kontrakt, lecz on odmówił wszystkim. Później jednak podpisał kontrakt wydawniczy z wydawcą muzyki Universal Music Publishing. W dniu 27 stycznia rozpoczął trasę koncertową pod tytułem "Pandy gone wild!", w której towarzyszył mu raper Psaiko.Dino, który jest również jego DJ-em. W połowie lutego 2012 roku piosenka Cro "Hi Kids" osiągnęła milion odsłon na platformie Youtube. Do połowy kwietnia liczba ta wzrosła do 3 milionów.
W czerwcu 2012 roku Cro za piosenkę "Easy" otrzymał złotą płytę. Ponadto, trzy jego utwory osiągnęły od 29 czerwca do 1 lipca status piosenki dnia. Są to "Du", "King of Raop" i "Meine Zeit". W połowie lipca 2012 roku single "Easy", "Hi Kids", "King of raop", "Meine Zeit" oraz "Du" zostały opublikowane jednocześnie w pierwszej 100 na liście najpopularniejszych singli w Niemczech. W dniu 1 października 2012 Cro wyruszył w tournée Raop 2012 po Szwajcarii, Austrii oraz Niemczech. W 2012 roku wziął udział wraz z Die Orsons w festiwalu Bundesvision Song Contest. W dniu 22 listopada otrzymał Bambi w kategorii "Najlepsza Krajowa Piosenka Pop", a w dniu 6 grudnia 2012 r., został odznaczony 1 Live Krone w kategorii "Najlepszy Singiel" za piosenkę "Easy".
W dniu 5 lipca 2013 Cro wydał album Raop, a następnie opublikował kolejny pod nazwą Raop+5 zawierający 5 dodatkowych piosenek. Ta zawiera również wydany rok temu singiel, "Whatever" – nr 1 na niemieckich listach przebojów. 5 czerwca 2014 roku na platformie YouTube został opublikowany wideoklip do piosenki "Traum", który w pierwsze 2 tygodnie osiągnął ponad 5 milionów wyświetleń, a w pierwszy miesiąc ponad 10 mln wyświetleń.
Cro 11 listopada 2014 rozpoczął trasę koncertową po Niemczech, Austrii oraz Szwajcarii, którą rozpoczął w Winterthur, a ukończył 6 grudnia w Stuttgarcie.
W kwietniu 2014 Cro był nominowany do nagród "Hip Hop/Urban National", "Musikvideo" i "Radioecho" ale nie wygrał żadnej z nich.
5 września 2014 roku na platformie YouTube został opublikowany klip do piosenki "Bad Chick", który w pierwszy tydzień osiągnął pół miliona wyświetleń.

## Maska pandy
Maska jest dla Cro częścią jego wizerunku. Zaczął ją nosić na początku kariery, ponieważ pracował wtedy w gazecie jako rysownik i bał się, że gdy szef go rozpozna to wyrzuci go z pracy. Na pytanie, dlaczego nosi maskę właśnie pandy, odparł: "Ta maska była po prostu najfajniejszą, jaka była w sklepie, więc kupiłem ją całkowicie bezmyślnie". Carlo myślał też o tym, by zamiast maski pandy nosić maskę niedźwiedzia polarnego. "Kumpel i ja kupiliśmy dwie maski – maskę pandy oraz maskę niedźwiedzia polarnego. Ale to właśnie panda wyglądała po prostu cool i dlatego zdecydowałem się na nią."

## Dyskografia

### Albumy studyjne
| Rok  | Tytuł   | Komentarze                                        |
| ---- | ------- | ------------------------------------------------- |
| 2012 | Raop    | Pierwsza wersja: 6 lipca 2012 Sprzedaż: 510 000 + |
| 2014 | Melodie | 217.500 +                                         |
| 2017 | tru.    |                                                   |

### Ponowne wydanie
| Rok  | Tytuł  | Komentarze                                                            |
| ---- | ------ | --------------------------------------------------------------------- |
| 2013 | Raop+5 | Pierwsza publikacja: wrzesień 2013 Sprzedaż: rozpatrywana wraz z Raop |

### EP
| Rok  | Tytuł              | Komentarze                                                       |
| ---- | ------------------ | ---------------------------------------------------------------- |
| 2012 | Einmal um die Welt | Pierwsza wersja: 6 lipca 2012 Sprzedaż: 300 000 +                |
| 2013 | Whatever           | Po raz pierwszy opublikowana 28 czerwca 2013 Sprzedaż: 300,000 + |

### Mixtape'y
| Rok  | Tytuł       | Komentarze     |
| ---- | ----------- | -------------- |
| 2009 | Trash       | jako Lyr1c     |
| 2011 | Meine Musik |                |
| 2011 | Easy        |                |
| 2012 | Maop        | Mashup albumów |
| 2013 | Sunny       |                |

### Albumy koncertowe
| Rok  | Tytuł             | Komentarze |
| ---- | ----------------- | ---------- |
| 2015 | MTV Unpugged: Cro |            |

### Single
| Rok  | Tytuł                  | Album                     | Pozycja na liście niemieckiej | Komentarze |
| ---- | ---------------------- | ------------------------- | ----------------------------- | --- |
| 2012 | Easy                   | Raop                      | 2(47 tyg.)                    | Po raz pierwszy opublikowana 23 listopada 2011 (na mixtape Easy) / jako CD singiel 23 marca 2012 sprzedaż + 315 000 |
| 2012 | Hi Kids                | Easy                      | 57(21 tyg.)                   | Po raz pierwszy opublikowana 23 listopada 2011 (na mixtape Easy)                                                    |
| 2012 | Du                     | Raop                      | 2 (31 tyg.)                   | Po raz pierwszy opublikowana 29 czerwca 2012 Sprzedaż: 300 000 +                                                    |
| 2012 | King of Raop           | Raop                      | 24 (4 tyg.)                   | Pierwsza wersja: 30 czerwca 2012                                                                                    |
| 2012 | Meine Zeit             | Raop                      | 33 (2 tyg.)                   | Pierwsza publikacja: 1 lipca 2012                                                                                   |
| 2012 | Einmal um die Welt     | Raop                      | 8 (54 tyg.)                   | Pierwsza publikacja: 2011 (na mixtape Meine Musik / CD 2012)                                                        |
| 2012 | Ein Teil               | Raop                      | 95 (1 tydz.)                  | – |
| 2012 | Nie mehr               | Raop                      | 98 (1 tydz.)                  | – |
| 2012 | 1 million Pandas       | –                         | –                             | Pierwsza publikacja: 21 października 2012 (tylko do pobrania)                                                       |
| 2012 | Starting Over          | Einmal um die Welt EP     | 43 (1 tydz.)                  | Pierwsza publikacja: 2 listopada 2012                                                                               |
| 2013 | Whatever               | Raop+5                    | 1 (30 tyg.)                   | Po raz pierwszy opublikowana 28 czerwca 2013                                                                        |
| 2013 | Wie du                 | Raop+5                    | 59 (1 tydz.)                  | Pierwsza publikacja: 5 lipca 2013                                                                                   |
| 2014 | Traum                  | Melodie                   | 1 (47 tyg.)                   | Pierwszy opublikowane: 9 maja 2014                                                                                  |
| 2014 | Hey Girl               | Melodie                   | 47 (21 tyg.)                  | |
| 2014 | Melodie                | Melodie                   | 52 (1 tydz.)                  | |
| 2014 | Jetzt                  | Melodie                   | 55 (1 tydz.)                  | |
| 2014 | Bad Chick              | Melodie                   | 9 (26 tyg.)                   | |
| 2014 | Meine Gang (Bang Bang) | Melodie                   | 93 (1 tydz.)                  | Utwór nagrany wspólnie z DaJuanem.                                                                                  |
| 2015 | Bye Bye                | MTV Unplugged: Cro        | 1 (31 tyg.)                   | Pierwsze opublikowane: 26 czerwca 2015                                                                              |
| 2015 | Melodie                | Melodie/MTV Unplugged:Cro | 44 (18 tyg.)                  | |
| 2017 | Unendlichkeit          | tru.                      | 13 (22 tyg.)                  | |
| 2017 | Baum                   | tru.                      | 79 (1 tydz.)                  | |
| 2017 | Tru                    | tru.                      | 77 (2 tyg.)                   | |
| 2017 | Todas                  | tru.                      | 65 (1 tydz.)                  | Utwór nagrany wspólnie z Wyclef Jeanem.                                                                             |

### Występy gościnne
| Rok  | Tytuł                                           | Album                     | Pozycje na liście niemieckiej | Komentarze                                                     |
| ---- | ----------------------------------------------- | ------------------------- | ----------------------------- | -------------------------------------------------------------- |
| 2012 | Horst & Monika                                  | Das Chaos und die Ordnung | 34 (4 tyg.)                   | Pierwsza publikacja: 6 września 2012 (z The Orsons)            |
| 2012 | Fühlt sich wie Fliegen an                       | Hallo Welt!               | 27 (18 tyg.)                  | Pierwsza publikacja: 16 listopada 2012 (z Max Herre)           |
| 2014 | Do They Know It’s Christmas? (Deutsche Version) |                           | 1 (5 tyg.)                    | Pierwsza publikacja: 21 listopada 2014 (z Band Aid 30 Germany) |

### Inne
- 2011: Kein Benz (utwór bezpłatny)
- 2011: F*ck You (utwór bezpłatny)
- 2011: Dreh auf (wideo)
- 2012: Einfach so (70.000 Pandas) (utwór bezpłatny)
- 2012: Wir sind da (100.000 Pandas) (utwór bezpłatny)
- 2012: Nie auf (z Casper i Timid Tiger) (utwór bezpłatny)
- 2012: Didn’t I (200.000 Pandas) (utwór bezpłatny)
- 2012: Mach die Augen auf (utwór bezpłatny)
- 2012: 400.000 Pandas erinnern sich (z DaJuan) (utwór bezpłatny)
- 2012: Super gelaunt (utwór bezpłatny)
- 2012: Dajuan feat. Cro – Up & Down (Dajuan – Play Mixtape)
- 2012: Dajuan feat. Cro – Unsere Jugend (DaJuan – Play Mixtape)

## Nagrody

### Nagrody winylowe

#### Złota płyta
- Austria
  - 2012: za singel "Easy"
  - 2012: za album "Raop"
  - 2014: za album "Melodie"
  - 2014: za singel "Traum"
  - 2014: za singel "Du"
  - 2014: za singel "Whatever"
  - 2015: za album "MTV Unplugged:Cro"
- Niemcy
  - 2014: za album "Melodie"
  - 2017: za singel "Unendlichkeit"
- Szwajcaria
  - 2014: za singel "Traum"

#### Platynowa płyta
- Niemcy
  - 2012: za singel "Easy"
  - 2013: za singel "Du"
  - 2013: za singel "Einmal um die Welt"
  - 2013: za singel "Whatever"
  - 2014: za singel "Traum"
  - 2015: za singel "Bye Bye"
  - 2015: za album "MTV Unplugged: Cro"

- Austria
  - 2014: za singel "Easy"
  - 2014: za singel "Einmal um die Welt"
  - 2014: za album "Raop"
  - 2014: za singel "Traum"

#### 5xZłota płyta
- Niemcy
  - 2013: za album "Raop"

### Nagrody
- 2012: Bambi (Kategoria: Pop Narodowy)
- 2012: 1 Live Krone dla singla Easy
- 2013: Swiss Music Award (Kategoria: Pop Narodowy) dla albumu Raop
- 2013: Echo (Kategorie: Hip Hop/Urban i Narodowy Nowicjusz)
- 2014: 1 Live Krone dla singla Traum i albumu Melodie
- 2015: 1 Live Krone dla albumu MTV Unplugged: Cro

### Nominacje

#### World Music Awards
- 2014: Najlepsza piosenka, single "Easy" oraz "Whatever"
- 2014: Najlepszy na świecie występ na żywo

#### Echo
- 2014: Najlepszy na świecie wykonawca
- 2014: Radio-Echo, single "Whatever" oraz "Du"

#### Inne
- 2014: Hip Hop/Urban National